# Cemex
CEMEX, S.A.B. de C.V., conocida como Cemex, es una empresa multinacional mexicana dedicada a la industria de la construcción que ofrece productos y servicio a clientes y comunidades en más de 50 países en el mundo. En la lista Forbes Global 2000 del año 2021, Cemex fue clasificada como la 1178.ª empresa cotizada más grande del mundo, con ventas anuales de casi 13000 millones de dólares.con una nueva inversión  Martínez La compañía mexicana ocupa el tercer lugar mundial en ventas de cemento con una capacidad de producción anual de 92 millones de toneladas.
Es la principal empresa productora de concreto premezclado, con una capacidad de producción de aproximadamente 92 millones de toneladas anuales, atendiendo así los mercados de América, Europa, Asia, África y Medio Oriente.
Cemex opera actualmente en cuatro continentes, con 64 plantas de cemento, 1348 instalaciones de concreto premezclado, 246 canteras, 269 centros de distribución y 68 terminales marinas. Cerca de una cuarta parte de las ventas de la compañía vienen de sus operaciones en México, un tercio de sus plantas en EE. UU., un 30% de Europa, Medio Oriente y Asia, y el resto de sus plantas alrededor del mundo. Las oficinas centrales se encuentran en San Pedro Garza García, dentro de la Zona Metropolitana de Monterrey, en el noreste de México.
En 2021 estuvo entre las 10 empresas que emitieron más toneladas equivalentes de CO2 en España con 2,4 Mt.

## Historia
Cemex fue fundada en 1906 en la ciudad de Monterrey con la apertura de la planta de Cementos Hidalgo. Durante sus primeros años, se enfrenta con diversos problemas dada la situación política del México de inicios de siglo XX, e incluso llega a cerrar su planta durante un lapso de la Revolución Mexicana.
A principios de los años 20, abre su planta de Cementos Portland Monterrey, con una capacidad anual de 20,000 toneladas, lo que le permite abastecer la demanda de cemento del noroeste de la República. Gracias a la instalación del primer horno de un solo paso y proceso seco del país, la empresa se coloca a la vanguardia en tecnología. En 1930, Cementos Portland Monterrey instala su segundo horno e incrementa su capacidad en un 100%. Al año siguiente, Cementos Hidalgo y Cementos Portland Monterrey se fusionan para formar Cementos Mexicanos S.A., siendo Lorenzo Zambrano Gutierrez su presidente.  El nuevo consorcio comienza la década de los 40 con una producción de 92,000 toneladas al año, y llega hasta las 124,000 toneladas anuales a finales de 1948, casi cuatro veces más que a sus inicios en 1906.
Casi una década después de la fundación de Cemex, en 1940, México vio un incremento del consumo interior, lo que propició la evolución de la industria cementera y con ello, la expansión del sector por todo el país. Con este crecimiento, diversos grupos se afirmaron: Cemex, en el noroeste; Cementos Guadalajara, en el Bajío; Grupo Tolteca en el centro del país; Grupo Anáhuac en el centro y Golfo de México; San Luis Mining Company en el Pacífico; y, Cementos Cruz Azul en el centro y sur de México. 
A principios de 1963, Cemex adquiere a Cementos Maya de Mérida para satisfacer la demanda del sur de México, a través de su marca Cemento Portland Maya. En 1966 abre sus plantas de Valles y Torreón, para satisfacer el mercado de la Huasteca y del Norte de la República, respectivamente. Cemex adquiere Cementos Portland del Bajío en 1973, con la intención de acceder al mercado del centro del país, y en 1976 comienza su cotización en la Bolsa Mexicana de Valores. La compra de Cementos Guadalajara ese mismo año, convierten a Cemex en el mayor productor de cemento de México.
Con la firma del acuerdo del GATT en 1985, Cemex inicia su transformación hacia ser un productor multinacional de cemento. Durante ese año, el corporativo alcanza la cifra récord de 6.7 millones toneladas de cemento y clínker, y tres de sus plantas cementeras - Monterrey, Guadalajara y Torreón - sobrepasan el millón de toneladas producidas. Así mismo, las exportaciones de Cemex alcanzan las 574 mil toneladas anuales de cemento y clínker. Para el siguiente año, la apertura de la nueva planta en Huichapan con la más alta tecnología, catapulta a Cemex hasta llegar a una producción de 10.7 millones de toneladas al año. Así mismo, consolida su presencia internacional, con coinversiones en cementeras norteamericanas. Además, adquiere Cementos Anáhuac e instala su sistema satelital de comunicaciones CEMEXNet, permitiendo comunicar todas las instalaciones de la compañía. En 1989, con la adquisición de Cementos Tolteca, segundo productor de cemento de México, Cemex se convierte en una de las diez cementeras más grandes del mundo.
Para 1992, comienza la expansión internacional del consorcio con la adquisición de Valenciana y Sansón, las dos cementeras más grandes de España. En 1994, con la compra de Vencemos, la cementera más grande de Venezuela, y Cemento Bayano en Panamá, Cemex comienza sus operaciones en Sudamérica y Centroamérica. Así mismo, adquiere Balcones, una cementera de Estados Unidos. Ese mismo año, comienza su estrategia de energía alternativa con la utilización de coque de petróleo en sus plantas, iniciando así, su programa de ecoeficiencia para el desarrollo sostenible. Entre 1995 y 1997 la compañía adquiere Cementos Nacionales de República Dominicana, Cementos Diamante y Samper en Colombia y Rizal Cement en Filipinas que lo convierten en la tercera cementera del mundo, accediendo además, a varios mercados internacionales.
En 1999, Cemex adquiere APO de Filipinas, y aumenta su inversión en Rizal Cement. Ese año, al comprar Assiut Cement Company, la cementera más grande de Egipto, la empresa comienza operaciones en África. Además, refuerza su presencia en Centroamérica, con la adquisición de Cementos del Pacífico, la mayor cementera de Costa Rica. El año lo finaliza con la introducción de sus acciones en la Bolsa de Valores de Nueva York, bajo el símbolo de pizarra "CX".
A comienzos del siglo XXI, se inauguran operaciones en Nicaragua, y se adquiere Saraburi Cement Company de Tailandia, lo que refuerza su presencia en el sudeste asiático. En el año 2001, Cemex abre Construrama, que en menos de un año se convierte en la mayor cadena mexicana de establecimientos de materiales para la construcción. Al siguiente año, expande su presencia en el mercado caribeño, al comprar Puerto Rican Cement Company. Con la adquisición en el año 2000 de Southdown, hace de CEMEX la cementera más grande de Norteamérica. Ese mismo año, el corporativo recibe el "Wharton Infosys Business Transformation Award", por su uso creativo y eficiente de las tecnologías de la información.
Con la adquisición de RMC en 2005, la cementera de mayor tamaño en Inglaterra, Cemex duplica su tamaño, sumando operaciones en 20 países adicionales, principalmente de Europa. En junio de 2007, la compañía adquiere el 67.8% de Rinker, compañía australiana con gran presencia en el mercado estadounidense. Tal adquisición le permite consolidar su presencia en los 5 continentes. Sin embargo, en junio de 2009, vende sus operaciones en Australia a Holcim por un monto de US$ 1.75 mil millones con el propósito de restructurar una deuda de US$ 14 mil millones proveniente de la adquisición de Rinker.
En abril de 2008, el presidente de Venezuela, Hugo Chávez, anunció la nacionalización de la industria cementera en dicho país, aduciendo al hecho de que las cementeras estaban exportando sus productos con la finalidad de recibir precios por encima de los autorizados por el gobierno venezolano. A mediados del 2008, la autoridad venezolana toma las operaciones de Cemex. En 2011 la compañía y el gobierno venezolano llegan a un acuerdo para dar por terminado el caso con una indemnización de 600 millones de dólares.
En 2014, falleció Lorenzo Zambrano y el Consejo de Administración nombra nuevo presidente a Rogelio Zambrano Lozano, y como director general a Fernando González Olivieri.
En julio de 2015, la Aseguradora noruega KPL excluye de sus inversiones a Cemex, por operaciones en los territorios ocupados por Israel. La respuesta de Cemex fue que los territorios aprobados por Israel están acordes a los permisos del gobierno Israelí, por lo que no consideran estar suministrando asentamientos ilegales. Abogados para los Derechos Humanoss de Palestina respondieron:
"El argumento de CEMEX de que los asentamientos aprobados por el gobierno de Israel son acordes a la ley está basado en un razonamiento inadecuado que debe de ser urgentemente revisado y revocado. CEMEX parece haber ignorado la posición constante de la comunidad internacional que establece que los asentamientos del gobierno de Israel son incompatibles con la obligación del Estado de Israel bajo el Artículo 49, párrafo 6, del Cuarto Convenio de Ginebra, de no transladar una parte de su población civil a los Territorios Ocupados de Palestina. Esta posición fue confirmada por la Corte Internacional de Justicia en su Opinión Consultiva sobre las Consecuencias Jurídicas de la Construcción del Muro…La afirmación hecha por CEMEX de que los asentamientos de Israel son legales porque están en áreas delimitadas en el acuerdo interino entre Israel y la autoridad Palestina bajo el control y la responsabilidad de Israel hasta que las dos partes lleguen a un acuerdo permanente; ignora el principio básico legal, como lo indica la decisión de KPL del 1 de junio de 2015, de que ningún acuerdo puede anular las reglas relacionadas con la ocupación establecidas en el Reglamento de la Haya y el Cuarto Convenio de la Convención de Ginebra."
El 12 de agosto de 2015, anunció la venta de sus negocios en Austria y Hungría al grupo Rohrdorfer, en Croacia a Duna-Dráva Cement, además de activos en Bosnia-Herzegovina, Montenegro y Serbia. Entre 2018 y 2020 la compañía vendió activos por más de 1,400 millones de dólares.
En 2016 la compañía empieza la operación de CemexGo, una nueva plataforma digital.
En 2021 incluye como cuarto negocio las soluciones de construcción urbana y anuncia un plan para mejorar sus finanzas y volver a tener grado de inversión.

## Prácticas e iniciativas ambientales
En 2021 estuvo entre las 10 empresas que emitieron más toneladas equivalentes de CO2 en España con 2,4 Mt. Cemex fue responsable del 0,04% de las emisiones industriales de gases de efecto invernadero a nivel mundial entre 1988 y 2015 y, por lo tanto, uno de los mayores contribuyentes al cambio climático que conlleva riesgos sustanciales "para la salud, los medios de subsistencia, la seguridad alimentaria, el suministro de agua, la seguridad humana y el crecimiento económico". Toda la industria del cemento enfrenta muchos retos para hacer frente al cambio climático. En febrero de 2020 anunció un compromiso para reducir las emisiones de CO2 al menos 55% para el año 2030.

## Finanzas Cemex
En la siguiente tabla se puede ver como se encuentra la compañía en cuanto a sus ventas, utilidades, capital, activos y también los pasivos en estos 2 últimos años (2020-2019).
| (Millones de USD)                      | 2010    | 2011   |
| -------------------------------------- | ------- | ------ |
| Ventas Netas                           | 12,970  | 13,130 |
| Flujo de operación                     | 2,460   | 2,378  |
| Utilidad Neta                          | (1,467) | 143    |
| Activos                                | 27,425  | 29,363 |
| Deuda neta y notas perpetuas           | 11,048  | 11,634 |
| Total de la participación controladora | 8,075   | 9,321  |

## Cemex en el Mundo
Esta empresa opera en más de 30 países alrededor del mundo, como son:

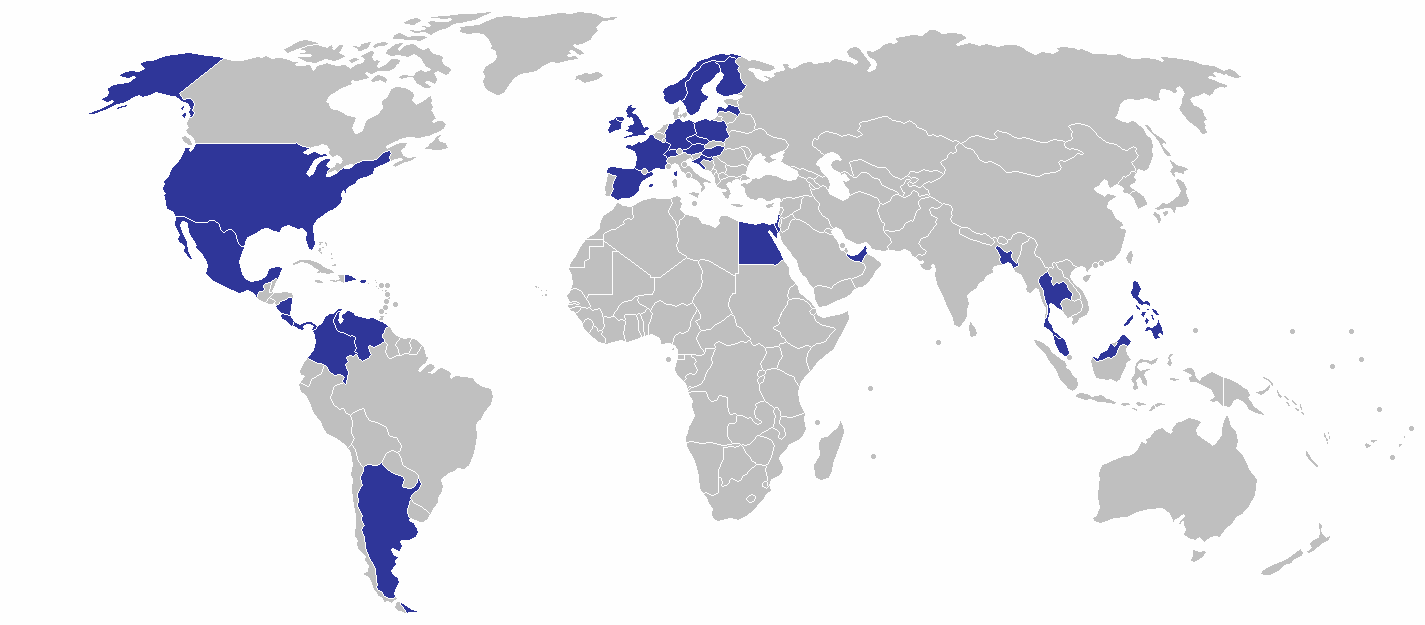
Países en donde opera Cemex

Alemania, Argentina, Austria, Colombia, Costa Rica, Croacia, República Checa, República Dominicana, Egipto, Emiratos Árabes Unidos, España, Estados Unidos, Filipinas, Finlandia, Francia, Guatemala, Países Bajos, Hungría, Israel, Jamaica, Letonia, México, Nicaragua, Noruega, Panamá, Perú, Polonia, Puerto Rico, Reino Unido, República Dominicana, Suecia, Suiza, Venezuela.

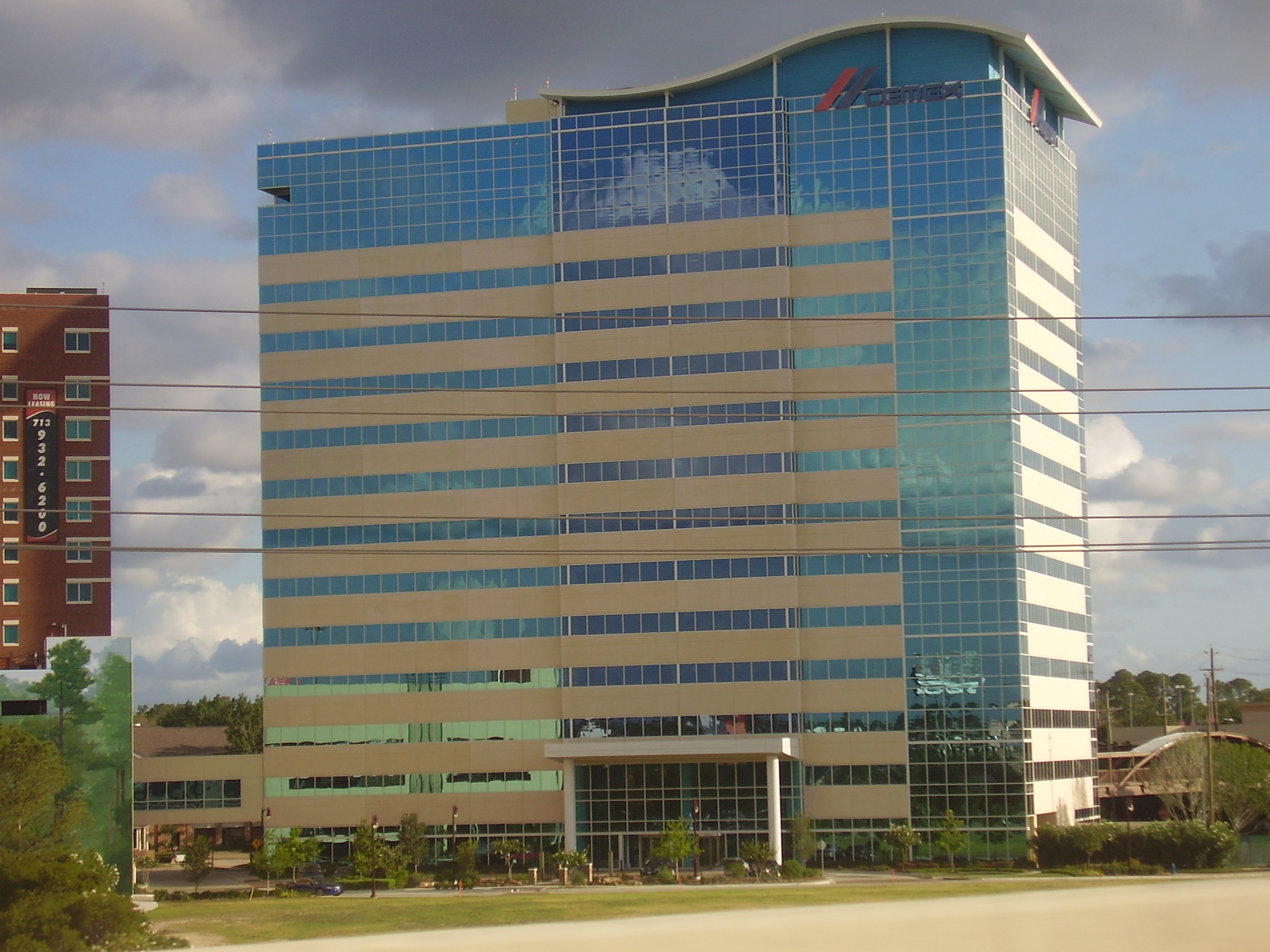
Oficinas estadounidenses de Cemex - Memorial City, Houston.

## Subsidiarias
- Cemento Ponce General - Ponce, Puerto Rico
- Puerto Rican Cement Company - Guaynabo, Puerto Rico
- Cemex España S.A. - Madrid, España
- Rinker Materials Corporation - West Palm Beach, Florida, Estados Unidos
- Cemex Australia Pty Limited - Chatswood, Australia
- Cemex Asia Holdings Ltd. - Singapur
- CxNetworks - Miami, Florida, Estados Unidos
- Cemex USA - New Braunfels, Texas, Estados Unidos
- Cemex UK Limited - Londres, Reino Unido
- New Sunward Holding - Ámsterdam, Holanda, Países Bajos
- Cena Acquisitions Corporation - Houston, Texas, Estados Unidos
- Cemex México - Monterrey, Nuevo León, México.

## Negocio inclusivo
En 1998, Cemex desarrolló su negocio inclusivo PATRIMONIO HOY con el propósito de ofrecer una solución integral a las familias que carecen de una vivienda adecuada y contribuir a disminuir el déficit habitacional en México. El negocio proporciona acceso a materiales de construcción con micro-financiamiento, asesoría técnica y apoyo logístico para que las familias puedan transformar su vivienda. Cemex y su red provee los productos necesarios, además de asistencia técnica, incluyendo arquitectos que diseñan la vivienda con el objetivo de optimizar el espacio y reducir los desperdicios. El negocio tiene cobertura nacional en México y presencia en Costa Rica, Colombia, República Dominicana y Nicaragua, y ha beneficiado a unas 2.5 millones de personas.[cita requerida]
Para 2020 sus acciones de responsabilidad social apoyaron, en un acumulado a 23 millones de personas en las comunidades donde tiene operaciones y reformula su estrategia de Impacto Social, con la meta de beneficiar a 30 millones para el año 2030. La revista Fortune la incluyó en el lugar 39 de su ranking Change the World.

### Reconocimientos
- Cemex recibió el Premio de Negocios del Mundo del Programa de Desarrollo de la Organización de las Naciones Unidas en 2006.[25]
- En 2007, la Organización de los Estados Americanos (OEA), a través del "Trust for the Americas", otorgó a la compañía el premio "The Corporate Citizen of the Americas Award 2007", por los beneficios sociales de su programa Patrimonio Hoy en México, que, de acuerdo con José Miguel Insulza, Secretario General de la OEA, tiene un efecto positivo en las familias de bajos recursos.
- Cemex recibió el Premio de Negocios del Programa de Asentamientos Humanos de la Organización de las Naciones Unidas (UNhabitat) en la categoría de Soluciones Accesibles de Vivienda en 2009.[26]
- Ha recibido 18 veces seguidas el reconocimiento anual de Empresa Socialmente Responsable de las organizaciones mexicanas Cemefi y Alianza por la Responsabilidad Social.[27]

## Marketing
El principal objetivo de Cemex es incrementar su cuota de mercado y su rentabilidad en la industria de la construcción[cita requerida]. El objetivo de beneficio se establece en 18 millones de toneladas al año y el objetivo de ventas en 180 millones de pesos, lo que representa un aumento del 9% sobre el último año. Se espera que este incremento se alcance a través de una mejora en precios, publicidad y distribución. El presupuesto de mercadotecnia requerido será de 30 millones de pesos.[cita requerida].

### Internacionalización
La cementera mexicana tiene operaciones en 50 países de América, Europa, Asia, Medio Oriente y África, pero nunca había logrado que México dejara de ser su principal fuente de ingresos. Con la eminente adquisición de la australiana Rinker,[cita requerida]. México ya no pesará tanto en las ventas y ganancias de Cemex, y ahora Estados Unidos será el principal mercado de la compañía que dirigió Lorenzo Zambrano. México representó en 2006 el 30% de las ganancias de la empresa (medidas por el Ebitda) pero con la compra de Rinker, los analistas estiman que las operaciones en este país representarán solo el 24%. En 2020 representaron un 21%. En cuanto se concrete la compra, que está pendiente de la decisión de los accionistas de Rinker, Estados Unidos se convertirá en el principal mercado de Cemex, con una participación del 40% frente al 20% del flujo operativo que representó en 2006. En 2020 las ventas en Estados Unidos representaron un 29% del total. La mayor participación que tendrán las operaciones en Estados Unidos se debe a que el 85% de las ganancias actuales de Rinker provienen de la Unión Americana, donde tiene una fuerza especial en los estados de Florida y Arizona.[cita requerida].
Estados Unidos y México son ahora los dos principales mercados, pero la empresa se mantiene como la más globalizada del país porque el 80% de sus ventas provienen de Estados Unidos (29%), Reino Unido (5%), Resto de Europa (19%) y Resto
del Mundo (27%). Ahora que Cemex dependerá mucho más del mercado estadounidense, la economía de ese país enfrenta un proceso de desaceleración que afecta al sector de la vivienda, uno de los principales mercados de las cementeras.[cita requerida].
Para el año 2018 la construcción de vivienda y comercial en E.U.A. se había recuperado plenamente y era un motor de crecimiento económico. El gasto de Estados Unidos en infraestructura equivale a un 1.5% del PIB y para el año 2020 era de cerca de 300 mil millones de dólares anuales, con un consumo importante de cemento.
En Estados Unidos Cemex ha participado en obras de infraestructura como el anillo vial Grand Parkway en Houston, Texas y las mejoras al Aeropuerto Internacional de Atlanta, Georgia.
Con la adquisición de Rinker, Cementos Mexicanos se confirmará como la segunda cementera más grande del mundo, con ventas estimadas por 23,200 millones de dólares (mdd), solo superada por la suiza Holcim, que al año vende 29,000 mdd, y antes de la francesa Lafarge, con ventas por 22,700 mdd. Cemex, sin embargo, será el primer productor mundial de concreto. En 2020 Cemex estuvo ranqueada como la quinta compañía de materiales para la construcción más grande del mundo.
Ser global cuesta y Cemex tendrá que endeudarse para adquirir a Rinker. Los expertos estiman que la deuda total de la cementera mexicana superará los 21,000 mdd, ya que al cierre de 2005, los pasivos de la compañía sumaban 5,811 mdd, pero lejos de representar un problema será una oportunidad. El monto que pagará Cemex por la cementera australiana siembra ciertas dudas que son atenuadas por el desempeño de la empresa en los últimos años. Para 2020 Cemex reportó que su deuda había bajado a 9,300 millones de dólares.
Incluso la empresa estima “lograr sinergias de 130 mdd, antes de impuestos, a los tres años de la adquisición de Rinker” según afirmó Cemex en su último reporte financiero. En el segundo trimestre de 2021 la cementera dijo que llegó a un apalancamiento de 2.85 veces, compatible con grado de inversión.

## Entorno financiero
Cemex, repitió en el primer lugar dentro de las empresas mexicanas que figuran en el listado "Forbes Global 2000" de la revista Forbes sobre las 2.000 compañías privadas más grandes del mundo que cotizan en bolsa, al ocupar la posición 243 en el ranking general del 2005, cuando el año anterior ocupó el lugar 361, mejorando gracias a la adquisición de la británica RMC.[cita requerida]. Tiene participación del 11.02% en el Índice de precios y cotizaciones de la bolsa mexicana de valores, siendo de alta bursatilidad.
Desde 1996 hasta la fecha, Cemex ha continuado su diversificación geográfica global, ingresando a mercados cuyos ciclos económicos operan -en gran medida- independientemente, y que ofrecen crecimiento a largo plazo. La compañía es ahora la tercera cementera más grande del mundo, detrás de la suiza Holcim y la francesa Lafarge, con operaciones en Norte, Centro y Sudamérica, Europa, el Caribe, Asia y África. Además, es la mayor comercializadora internacional de cemento y clinker del mundo.
En octubre de 2008, Agustín Carstens secretario de Hacienda de México, especuló que la empresa pudo haber realizado prácticas relacionadas con la deuda, para lo cual realizó el cambio de su deuda a moneda extranjera, que junto con otras empresas que realizaron la misma práctica debilitaron la divisa nacional por lo que llegó casi a $14 pesos mexicanos por cada $USD1. Por lo que la secretaría de hacienda, indica que abrió una investigación ya que la fluctuación negativa del peso mexicano además de las presiones de la recesión de la economía estadounidense también se afectó por las prácticas de empresas que usan el dólar. La investigación concluyó que Cemex no incurrió en falta. En 2017 el Secretario de Hacienda le entregó a la compañía el Premio a la mejor empresa de IPC Sustentable.